# 母のいる場所
『母のいる場所』（ははのいるばしょ）は、2003年の日本映画である。第16回 東京国際女性映画祭出品作品。槙坪夛鶴子の6作目の監督作品。

## ストーリー
母親の介護を通して、壊れかけた家族の絆を取り戻していく。

## 登場人物
- 久野 泉 - 紺野美沙子 （少女時代 - 寺島咲）
- 久野道子 - 馬渕晴子
- 久野賢一郎 - 小林桂樹
- 高木悠子 - 野川由美子

## スタッフ
- 監督：槙坪夛鶴子
- 原作：久田恵 『母のいる場所　シルバーヴィラ向山物語』
- 脚本：下島三重子、槙坪夛鶴子
- 製作：光永憲之
- 撮影：圖書紀芳
- 照明：岩崎豊
- 録音：木村瑛二
- 美術：和田洋
- 編集：普嶋信一